# Eumarcia paupercula
Eumarcia paupercula is een tweekleppigensoort uit de familie van de Veneridae. De wetenschappelijke naam van de soort is voor het eerst geldig gepubliceerd in 1802 door Holten.